# Planina (gmina Krupanj)
Planina (cyr. Планина) – wieś w Serbii, w okręgu maczwańskim, w gminie Krupanj. W 2011 roku liczyła 106 mieszkańców.